# RWS Limburg
RWS Limburg was tot april 2013 de regionale dienst van de Rijkswaterstaat, die werkte in de provincie Limburg. Per 1 april 2013 is RWS Limburg opgeheven en samen gegaan met RWS Noord-Brabant in een nieuwe dienst RWS Zuid-Nederland.
Het beheersgebied omvatte het landelijk hoofdwegennet en het water- en scheepvaartbeheer op het hoofdvaarwegennet in deze provincie en op de Maas van Eijsden tot aan Well. Hieronder vallen - behalve de Maas - de kanalen Julianakanaal, Zuid-Willemsvaart, het Kanaal Wessem-Nederweert en de Noordervaart.

## Geschiedenis van de organisatie
In de geschiedenis zijn er fusies en splitsingen van Rijkswaterstaatsdiensten geweest; de dienst in Limburg is - voor 2013 - alleen in de periode van de vereniging van de Noordelijke en Zuidelijke Nederlanden samengegaan met de dienst in Luik. In de periode daarvoor zowel tijdens het Franse Keizerrijk als in 1814 toen de provisionele districten als tijdelijke maatregel werden ingesteld werd Limburg niet beschouwd als behorend tot de Nederlandse administratie en dus ook niet tot de waterstaatsorganisatie. Bestuurlijk was er sprake van twee departementen: het departement Nedermaas en Roerdepartement. In de periode van het Verenigd Koninkrijk der Nederlanden werd onder Limburg het geheel van het later Nederlandse en Belgische deel verstaan.
Vanaf 1803 heetten die diensten districten, vanaf 1903 werd gesproken van "directie". Sinds 1 oktober 2004 is het een dienst, die samengesteld is uit een aantal directies.
De verschillende namen voor de regionale waterstaatsdienst in Limburg sedert de oprichting waren:
| Sinds:         | Naam van de organisatie       | Gebied                              |
| -------------- | ----------------------------- | ----------------------------------- |
| 1 januari 1817 | 16e district: Luik en Limburg | Luik en de geheel Limburg (B en NL) |
| 1 juli 1822    | district: Limburg             | geheel Limburg (B en NL)            |
| 1 juli 1839    | district: Limburg             | "Nederlands" Limburg                |
| 1 april 1849   | 7e district: Limburg          |                                     |
| 1 juli 1903    | 8e directie: Limburg          |                                     |
| 1 mei 1918     | directie Limburg              |                                     |
| 1 oktober 2004 | RWS Limburg                   |                                     |

## Leiding van de organisatie
De leiding van een dienst van de Rijkswaterstaat is normaliter (sinds 1 juli 1903) in handen van een hoofdingenieur-directeur. In de 19e eeuw was het hoofd van een regionale vestiging - een district - in handen van een hoofdingenieur. De verschillende managers van de organisatie in Limburg waren sedert de oprichting:

#### district Luik en Limburg
| nr | naam                   | van        | tot        | rang                  | opmerkingen |
| -- | ---------------------- | ---------- | ---------- | --------------------- | ----------- |
| 1  | E.A.P.A. de Ketelbuter | 1 jan 1817 | 1 jul 1822 | hoofdingenieur 2e kl. | in Luik     |

Op 1 juli 1822 werd het district gesplitst en werden Luik en Limburg zelfstandige districten.

#### district Limburg
| nr | naam                             | van          | tot          | rang                  | opmerkingen |
| -- | -------------------------------- | ------------ | ------------ | --------------------- | ----------- |
| 2  | E(tienne) de Kruijff (1790-1860) | 1 jul 1822   | 15 sept 1829 | ingenieur 1e kl.      |             |
| 3  | J. Semoise                       | 15 sept 1829 | 4 okt 1830   | hoofdingenieur 2e kl. |             |

Tijdens de Belgische Revolutie vertrok de hoofdingenieur Semoise "met medeneming van het ganse archief!" naar Tongeren. Geheel Limburg met uitzondering van de vestingen Maastricht en Venlo kwamen in handen van "den vijand". Deze situatie bleef zo totdat in 1839 in Londen een vredesovereenkomst getekend werd, waarbij Limburg gesplitst werd in een Nederlands en een Belgisch deel. Tot dat moment was er op het kantoor in Maastricht sprake van een provisorische waarneming:
| nr | naam                         | van                    | tot                    | rang                   | opmerkingen                       |
|    | district: Limburg (LB)       | district: Limburg (LB) | district: Limburg (LB) | district: Limburg (LB) | district: Limburg (LB)            |
| -- | ---------------------------- | ---------------------- | ---------------------- | ---------------------- | --------------------------------- |
|    | J.W. Conrad                  | 1 nov 1830             | 1 okt 1837             | ingenieur 1e kl.       | waarnemend                        |
|    | A. Knaap                     | 1 okt 1837             | 1 jul 1839             | opzichter              | waarnemend                        |
| 4  | J.W. Conrad                  | 1 jul 1839             | 1 aug 1842             | ingenieur 1e kl.       |                                   |
|    |                              | 1 aug 1842             | 1 apr 1849             | hoofdingenieur 2e kl.  |                                   |
|    | 7e district: Limburg (LB)    |                        |                        |                        |                                   |
|    | J.W. Conrad                  | 1 apr 1849             | 15 mei 1851            | hoofdingenieur 2e kl.  |                                   |
| 5  | W. Badon Ghijben             | 15 mei 1851            | 1 jul 1856             | hoofdingenieur 2e kl.  |                                   |
|    |                              | 1 jul 1856             | 1 jan 1867             | hoofdingenieur 1e kl.  |                                   |
| 6  | J(an) de Kruijff (1819-1900) | 1 jan 1867             | 1 apr 1874             | hoofdingenieur 2e kl.  |                                   |
|    |                              | 1 apr 1874             | 27 sept 1877           | hoofdingenieur 1e kl.  |                                   |
|    |                              | 27 sept 1877           | 15 okt 1878            | hoofdingenieur 2e kl.  | tevens waarnemer in Noord-Brabant |
|    |                              | 15 okt 1878            | 1 okt 1887             | hoofdingenieur 1e kl.  |                                   |
|    | ir.A.A. Bekaar               | 1 okt 1887             | 1 nov 1887             | ingenieur 2e kl.       | waarnemend                        |
| 7  | ir.A.J. Brevet               | 1 nov 1887             | † 8 jul 1889           | hoofdingenieur 1e kl.  |                                   |
|    | ir. W.K. Behrens             | 11 jul 1889            | 1 aug 1889             | ingenieur 3e kl.       | waarnemend                        |
| 8  | ir.Ph.W. van der Sleijden    | 1 aug 1889             | 9 mei 1894             | hoofdingenieur 2e kl.  | werd Minister van Waterstaat      |
| 9  | ir.W. Verweij Azn.           | 1 jul 1894             | 1 nov 1896             | hoofdingenieur 2e kl.  |                                   |
| 10 | ir.P.H. Kemper               | 1 nov 1896             | 1 nov 1898             | hoofdingenieur 2e kl.  |                                   |
| 11 | ir.C.B. Schuurman            | 1 nov 1898             | 1 nov 1900             | hoofdingenieur 2e kl.  |                                   |
| 12 | ir.A. Keurenaar              | 1 nov 1900             | 1 jul 1903             | hoofdingenieur 2e kl.  |                                   |

#### directie Limburg
| nr | naam                                            | van                       | tot                       | rang                            | opmerkingen |
|    | 7e directie: Limburg (LB)                       | 7e directie: Limburg (LB) | 7e directie: Limburg (LB) | 7e directie: Limburg (LB)       | 7e directie: Limburg (LB)                                                                                           |
| -- | ----------------------------------------------- | ------------------------- | ------------------------- | ------------------------------- | --- |
|    | ir.A. Keurenaar                                 | 1 jul 1903                | † 19 dec 1910             | hoofdingenieur-directeur 2e kl. | |
|    | H. Doijer                                       | 20 dec 1910               | 1 apr 1911                |                                 | waarnemend |
| 13 | ir.W.K. du Croix                                | 1 apr 1911                | 1 mei 1915                | hoofdingenieur-directeur 2e kl. | |
| 14 | ir.A.A.H.W. König                               | 1 mei 1915                | 1 mei 1918                | hoofdingenieur-directeur 2e kl. | |
|    | directie Limburg (LB)                           |                           |                           |                                 | |
|    | ir.A.A.H.W. König                               | 1 mei 1918                | 9 sept 1918               | hoofdingenieur-directeur        | werd Minister van Waterstaat                                                                                        |
|    | ir.F.L. Schlingemann                            | 10 sept 1918              | 1 nov 1918                |                                 | waarnemend |
| 15 | ir.F. Baucke                                    | 1 nov 1918                | 1 mei 1928                | hoofdingenieur-directeur        | |
|    | ir.F.L. Schlingemann                            | 1 mei 1928                | 1 aug 1928                |                                 | waarnemend |
|    | ir.A.A.H.W. König                               | 1 aug 1928                | 1 aug 1933                | hoofdingenieur-directeur        | terug na ministerschap                                                                                              |
| 16 | ir.C.J. Witteveen                               | 1 aug 1933                | 5 dec 1944                | hoofdingenieur-directeur        | |
|    |                                                 | 5 dec 1944                | 2 mei 1945                | hoofdingenieur-directeur        | als hid Limburg door het Militair Gezag tevens belast met de waarneming in het gehele bevrijde Zuiden van Nederland |
|    |                                                 | 2 mei 1945                | 1 nov 1948                | hoofdingenieur-directeur        | |
| 17 | jhr.mr.ir.F.C.K. de Wijkerslooth de Weerdesteyn | 1 nov 1948                | 1 jun 1959                | hoofdingenieur-directeur        | |
| 18 | ir.J.A. Beckering Vinckers                      | 1 jul 1959                | 1 okt 1968                | hoofdingenieur-directeur        | |
| 19 | ir.O.H. Boom                                    | 1 okt 1968                | 1 okt 1976                | hoofdingenieur-directeur        | |
| 20 | ir.J. van Dixhoorn                              | 1 okt 1976                | 1 mei 1981                | hoofdingenieur-directeur        | |
| 21 | ir.W.H. Barentsen                               | 1 jul 1981                | 1 jan 1985                | hoofdingenieur-directeur        | |
| 22 | ir.H.M. Schroten                                | 1 jan 1985                | 1 jul 1989                | hoofdingenieur-directeur        | |
| 23 | ir.M. de Water                                  | 1 jan 1990                | 1 dec 1995                | hoofdingenieur-directeur        | |
| 24 | mr.J. Teders                                    | 1 dec 1995                | 15 juli 1997              | hoofdingenieur-directeur        | |
| 25 | ir.L.C. Bouter                                  | 15 juli 1997              | 1 apr 1998                | hoofdingenieur-directeur        | waarnemend voor Teders (project Schiphol)                                                                           |
|    | mr.J. Teders                                    | 1 apr 1998                | 1 mrt 2004                | hoofdingenieur-directeur        | |
| 26 | ir.F.M. Post                                    | 1 mrt 2004                | 1 okt 2004                | hoofdingenieur-directeur        | |
|    | RWS Limburg (LB)                                |                           |                           |                                 | |
|    | ir.F(olkert).M. Post                            | 1 okt 2004                | 1 jan 2007                | hoofdingenieur-directeur        | |
| 27 | ir. J(ean).L(uc).P.M.G. Beguin                  | 1 jan 2007                | 1 mrt 2012                | hoofdingenieur-directeur        | |
| 28 | mw.ir. J(annita).G. Robberse                    | 1 mrt 2012                |                           | hoofdingenieur-directeur        | waarnemend als hid Noord-Brabant en kwartiermaker RWS Zuid-Nederland                                                |

Op 1 april 2013 is de dienst samengevoegd met RWS Noord-Brabant tot RWS Zuid-Nederland; zie voor de managers aldaar. 